# Styphlolepis
Styphlolepis là một chi bướm đêm thuộc họ Crambidae.